# Говинда Гхош
Гови́нда Гхош (IAST: Govinda Ghoṣa) — кришнаитский святой, один из близких спутников Чайтаньи.
Жил в Бенгалии в конце XV — первой половине XVI века. Получил известность за свои красивые киртаны на ежегодном фестивале Ратха-ятры в Пури. Описывается, что Чайтанья немедленно начинал танцевать, как только Говинда Гхош запевал. В гаудия-вайшнавизме Говинда Гхош и его братья Васудева и Мадхава считаются вечными спутниками Чайтаньи и Нитьянанды.